# 北陆学院大学短期大学部
北陆学院大学短期大学部（日语：／ Hokuriku Gakuin Daigaku Tanki Daigakubu *）是一所位于日本石川县金泽市的私立短期大学。前身是北陆学院短期大学（日语：／ Hokuriku Gakuin Tanki Daigaku *）。

## 概要

### 简介
- 学校最早可以追溯到1884年[1]。短期大学为于1950年开办[1]、由学校法人北陆学院经营、来源于新教。开始招収男学生从2007年[1]。

### 历史
- 1950年 北陆学院保育短期大学成立并同时设置保育科。
- 1963年 营养科成立[1]。改校名为北陆学院短期大学。
- 1964年 英语科成立[1]。
- 1966年 营养科变更为食物营养科[1]。
- 1968年 教养科成立[1]。专科保育专攻成立[1]。
- 1999年 人类福利学科成立[1]。
- 2000年 英语科变更为英语沟通学科、教养科变更为教养学科、保育科变更为保育学科、食物营养科变更为食物营养学科[1]。
- 2004年 英语沟通学科和教养科招生最后。翌年各变更为群体文化学科[1]。
- 2006年 今年3月31日英语沟通学科和教养科各自停办。
- 2007年 保育学科和人类福利学科招生最后。开始招収男学生于人类福利学科[1]。
- 2008年 改校名为北陆学院大学短期大学部[1]。
- 2009年 今年4月1日保育学科和人类福利学科停办[2]。

### 宪章
- 请参看北陆学院大学短期大学部的标志 （日語） 2013年12月25日阅览。

## 学校环境
- 校区：在石川县金泽市

## 组织

### 学科
- 食物营养学科
- 群体文化学科[注 2]

### 前学科
- 保育学科[注 1]
- 食物营养学科
- 英语沟通学科[注 3]
- 教养学科[注 3]
- 人类福利学科[注 1]

### 专科
| - 保育专攻 |

### 业余课程
| - 没有 |

### 附属学校
| - 幼儿园：第一幼儿园 成立于1886年 - 幼儿园：扇之丘幼儿园 成立于1977年 |

### 附属机关
| - 图书馆 |

## 知名校友
- 清原久美子：广播员

## 相关链接
- 日本短期大学列表